# リベラリズム (国際関係論)
リベラリズム（英語: Liberal international theory or Liberalism in IR）とは、現実主義と並ぶ国際関係論の主要な学派のひとつである。多元主義や理想主義、国際協調主義とも呼ばれることがある。
18世紀フランスのモンテスキューやドイツのカント、19世紀イギリスのジェレミ・ベンサムとジョン・スチュアート・ミルなどの思想が源流となっている。代表的な政治家としては、第一次世界大戦後に国際連盟創設を提唱したアメリカ大統領ウッドロウ・ウィルソンが挙げられる。

## 概要
国家の能力よりも国家の選好が国家行動の主な決定要因であると主張する。国家を単一主体とみる現実主義と異なって、リベラリズムは国家行為における多元性を許容する。それゆえに選好は国家によって変わり、文化、経済体制、政治体制のような要因に依存する。リベラリズムはまた国家間の相互作用が政治レベルに限定されるだけでなく（ハイポリティクス）、企業、国際機構、個人を通じて経済分野（ローポリティクス）にまで及ぶと主張する。したがって協調に向けた多くの機会や、文化資本のような広範な権力概念が含まれる。
もうひとつの前提は、絶対利得が協調と相互依存を通じて得られ、平和が達成されるというものである。
リベラリズムには数多くの潮流が存在する。商業的リベラリズム、（ネオ）リベラル制度論、理想主義、レジーム論などが含まれる。

## ネオリベラリズム
国際関係論では、他国との相対利得よりも絶対利得を優先的に考える学派をネオリベラリズムと呼ぶ。この理論は、ゲーム理論のような共通の方法論的ツールを利用するため、経済学イデオロギーとしてのネオリベラリズムとよく混同される。
ネオリベラル国際関係論の研究者は、諸国家がなぜ協調するのかを説明するためにゲーム理論を用いる。プラスサムの可能性を強調する傾向があるため、好ましい配置や妥協を促す制度に研究者たちは関心を持っている。 
ネオリベラリズムは、ネオリアリズムへの応答として登場してきた。国際システムのアナーキーな性格を否定しない一方で、ネオリベラリズムは、アナーキーの重要性と効果が誇張されていると指摘する。ネオリベラリズムの議論は、分権的なシステムにおいて協調行動が可能であること、またその形態の多様性をネオリアリズムが過小評価している点に焦点を向けている。しかし、両方の理論とも、国家およびその利益が分析の中心的主題であると考えている。
自律的で合理的なアクターからなるアナーキーなシステムであっても、規範、レジーム、制度の創設を通じた協調が生まれるとネオリベラリズムは論じる。
ネオリベラリズムとネオリアリズムの論争は、双方が実証主義的で、基本的な分析単位として国家システムに焦点を主に当てているため、パラダイム内部の論争である。
ロバート・コヘインとジョセフ・ナイがネオリベラリズムの学派の提唱者と考えられている。コヘインの著書『覇権後の国際政治経済学』はこの分野の古典である。